# Mesothen erythaema
Mesothen erythaema là một loài bướm đêm thuộc phân họ Arctiinae, họ Erebidae.